# スタッド・ドゥ・ラ・ボージョワール
スタッド・ドゥ・ラ・ボージョワール＝ルイ・フォンテノー（仏: Stade de La Beaujoire - Louis Fonteneau）、通称ラ・ボージョワール（La Beaujoire）は、フランス・ナントにあるスタジアム。FCナントがホームスタジアムとしている。

## 概要
1984年5月8日に開場され、最初の試合としてFCナント対ルーマニア代表の親善試合が行われた。スタジアムには1969年から1986年までFCナントの会長を務めたルイ・フォンテノーの名前がつけられた。以前のFCナントはスタッド・マルセル・ソーパンでプレーしていた。
開場当初の最大収容人数は52,923人だったが、1998年FIFAワールドカップに向けた改築時に立見席が撤去されて全椅子席になったため、現在の最大収容人数は38,285人である。スタジアムはサッカーのほか、ラグビーや音楽コンサートにも使用される。
1984年UEFA欧州選手権ではグループリーグの2試合が行なわれた。1998年FIFAワールドカップでは、日本代表対クロアチア代表などグループリーグの5試合と、準々決勝のブラジル対デンマーク戦の計6試合が行なわれた。2024年パリオリンピックではサッカー会場として使用される。
ラグビーワールドカップ2007ではプール戦3試合を行った。ラグビーワールドカップ2023ではプール戦4試合を実施、2023年10月8日に日本代表とアルゼンチン代表のプール戦が行われる。

## 開催された主な大会
- 1998 FIFAワールドカップ

| 日付          | ホームチーム   | 結果 | アウェーチーム | ラウンド  |
| ------------- | -------------- | ---- | -------------- | --------- |
| 1998年6月13日 | スペイン       | 2-3  | ナイジェリア   | グループD |
| 1998年6月14日 | ジャマイカ     | 1-3  | クロアチア     | グループH |
| 1998年6月16日 | ブラジル       | 3-0  | モロッコ       | グループA |
| 1998年6月20日 | 日本           | 0-1  | クロアチア     | グループH |
| 1998年6月21日 | アメリカ合衆国 | 0-1  | ユーゴスラビア | グループF |
| 1998年6月23日 | チリ           | 1-1  | カメルーン     | グループB |
| 1998年7月3日  | ブラジル       | 3-2  | デンマーク     | 準々決勝  |

## 入場者数
最多入場者数
- 51,359 フランス代表 v ベルギー代表, 1984.06.16